# Kasteel Kumamoto

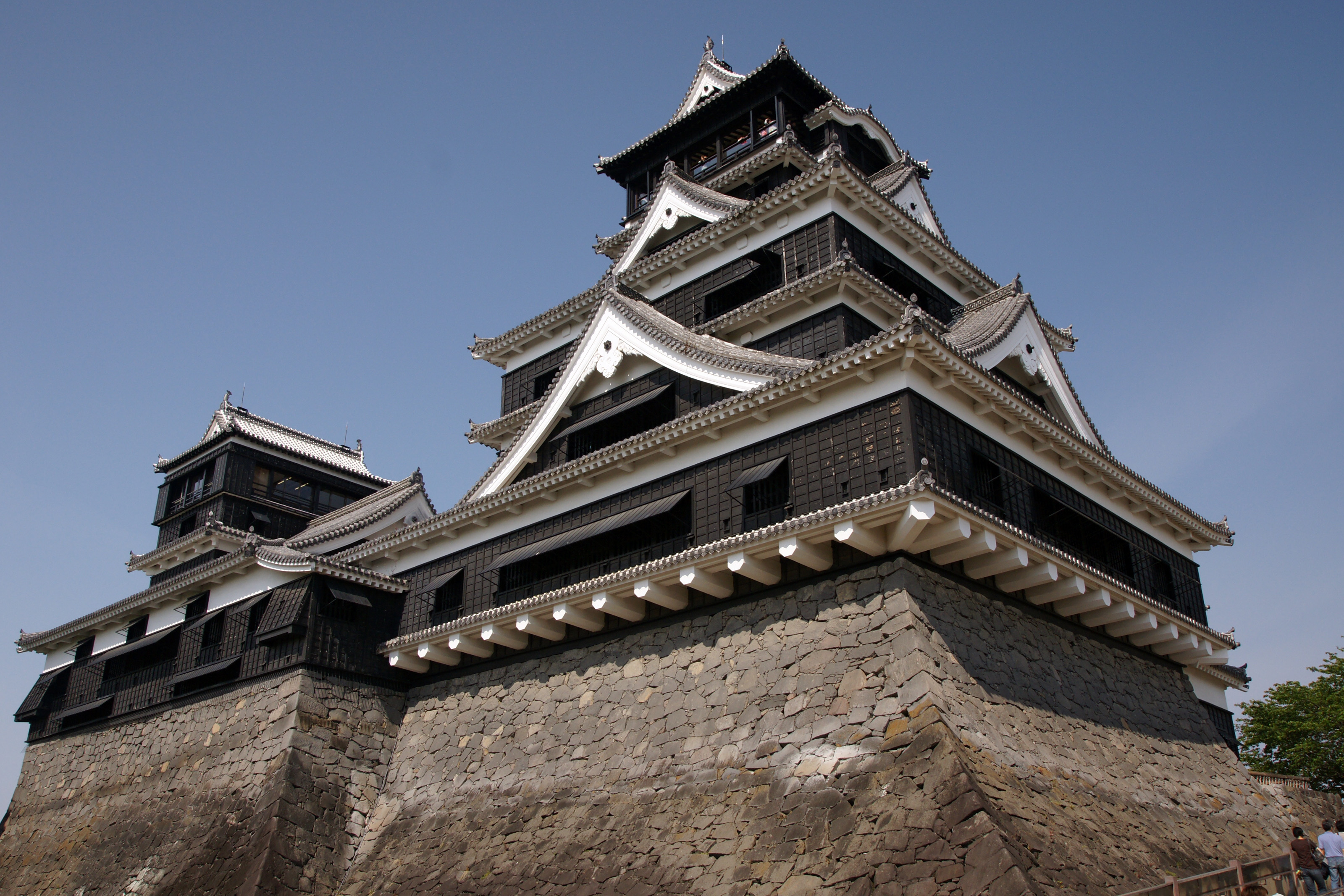
Kasteel Kumamoto

Kasteel Kumamoto (Japans: 熊本城, Kumamoto-jō) is een kasteel in de Japanse stad Kumamoto. Het behoort samen met Himeji en Matsumoto tot de drie bekendste kastelen van het land.
De geschiedenis van het kasteel gaat terug tot 1467. Ideta Hidenobu nam hiervoor het initiatief. Het werd verder aangepast maar de grootste uitbreiding vond plaats tussen 1601 en 1607. Het kasteel transformeerde in een complex met 49 torentjes, 18 torenpoorten en 29 kleinere poorten. Het hele complex is 1,6 kilometer lang en 1,2 kilometer breed.
De kenmerkende gebogen stenen muren, bekend als musha-gaeshi, evenals houten overhangen, werden ontworpen om te voorkomen dat aanvallers het kasteel binnendringen. Rotsvallen werden ook gebruikt als afschrikmiddel.
Het kasteel werd belegerd in 1877 tijdens de Satsuma-opstand waarbij grote delen in brand zijn gestoken. In 1960 werd de burchttoren gereconstrueerd met beton. Van 1998 tot 2008 onderging het kasteelcomplex restauratiewerkzaamheden, waarbij de meeste van de 17e-eeuwse gebouwen zijn herbouwd. In 2006 werd het kasteel opgenomen in de lijst van 100 mooiste kastelen in Japan.
In april 2016 werden delen van het complex beschadigd door een aardbeving. De herstelwerkzaamheden begonnen op 6 juni 2016 en zal vele jaren vergen.

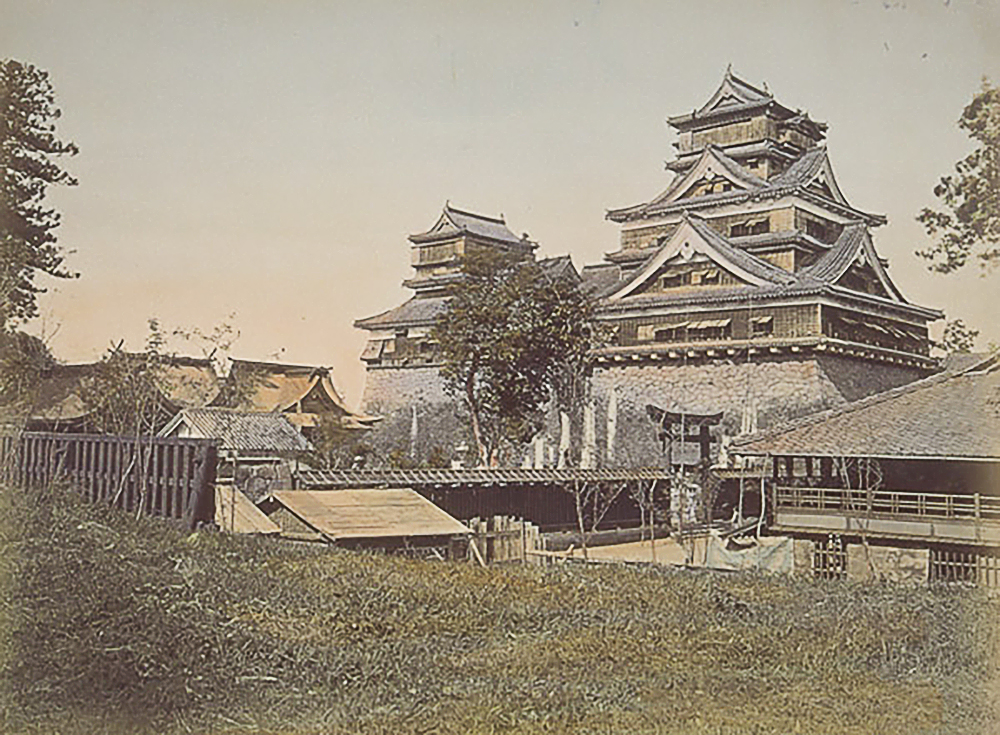
Het kasteel omstreeks 1871–1874.
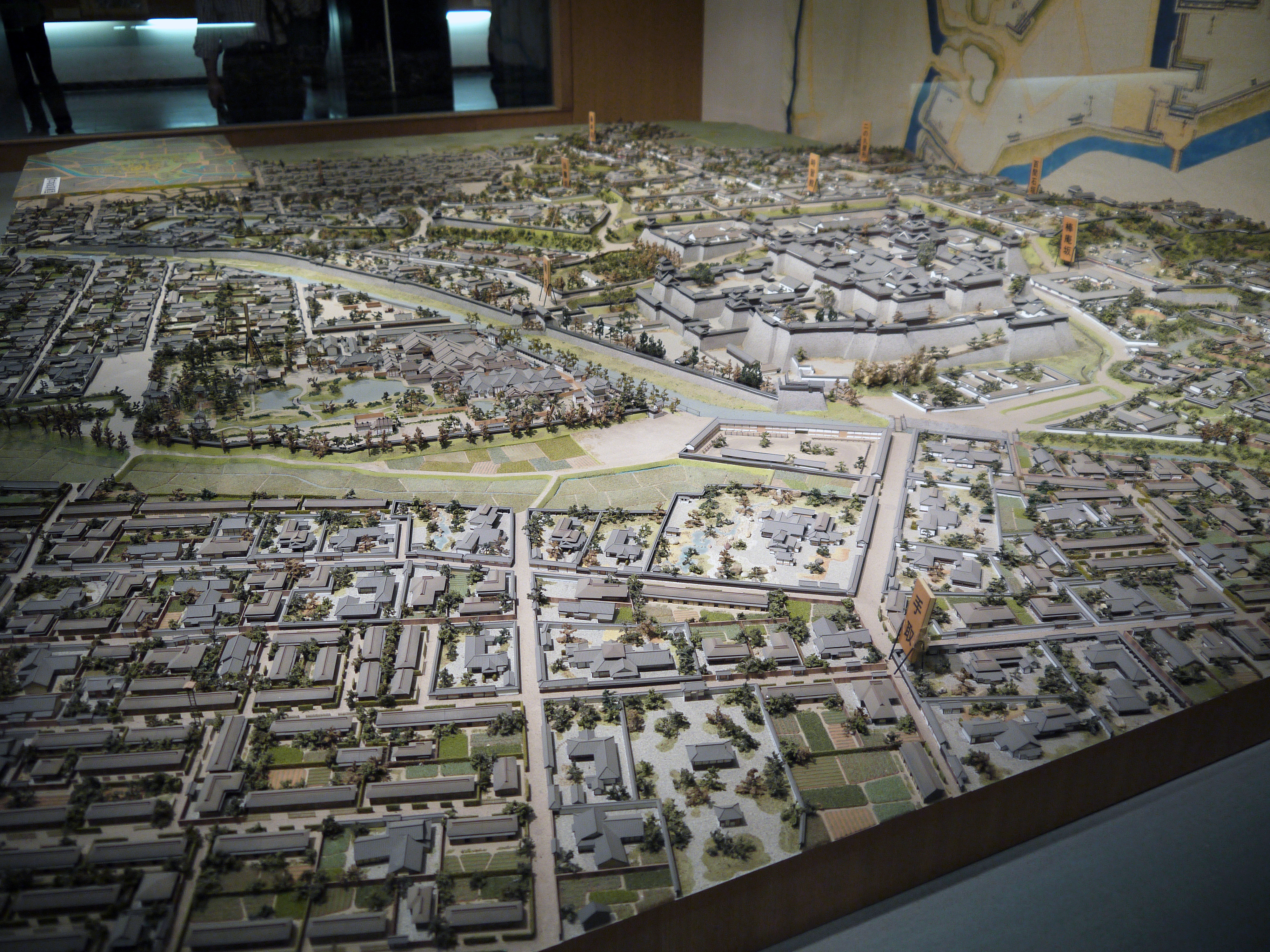
Maquette van het kasteel en stad in de Edo-periode
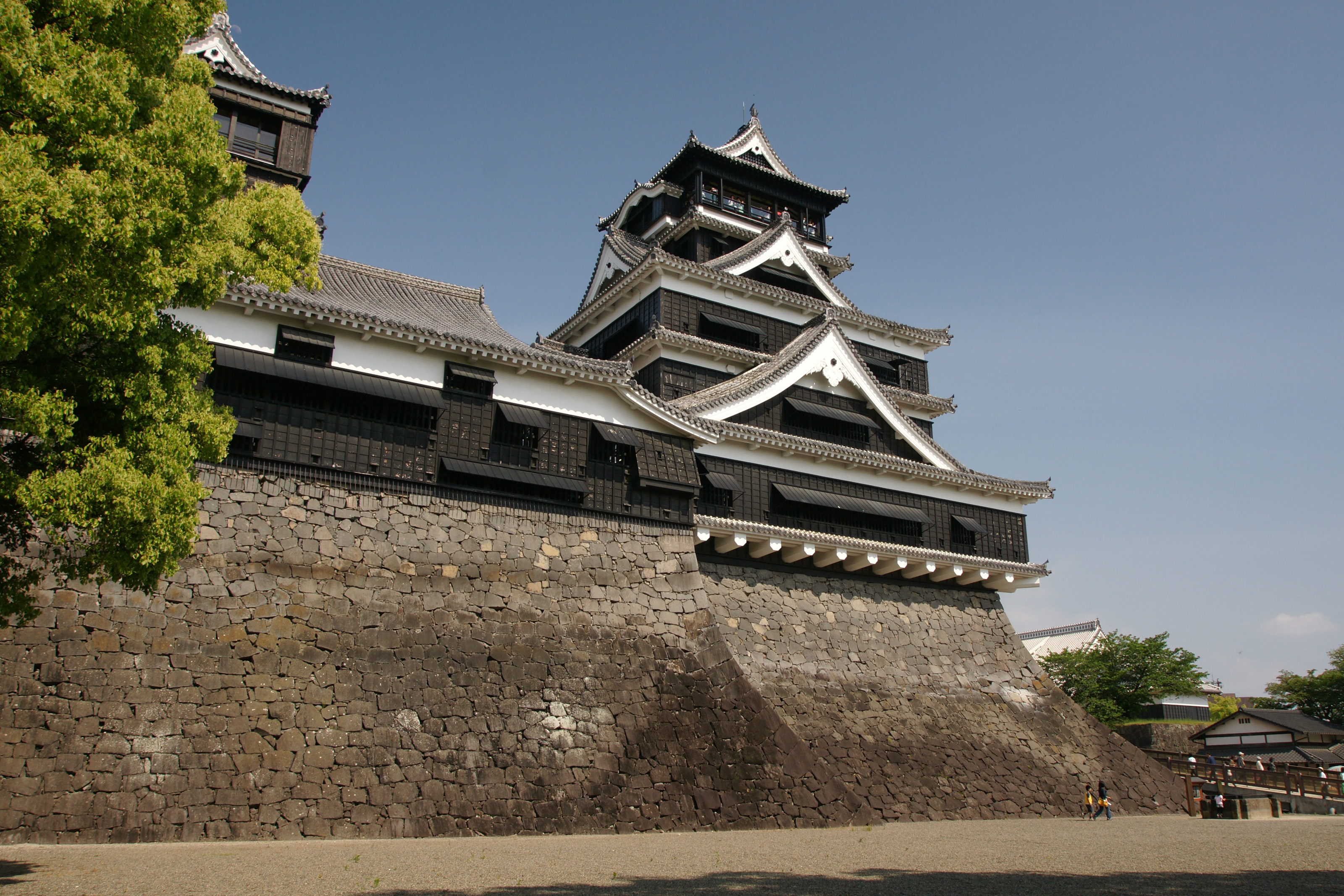
Detail met gebogen stenen muren
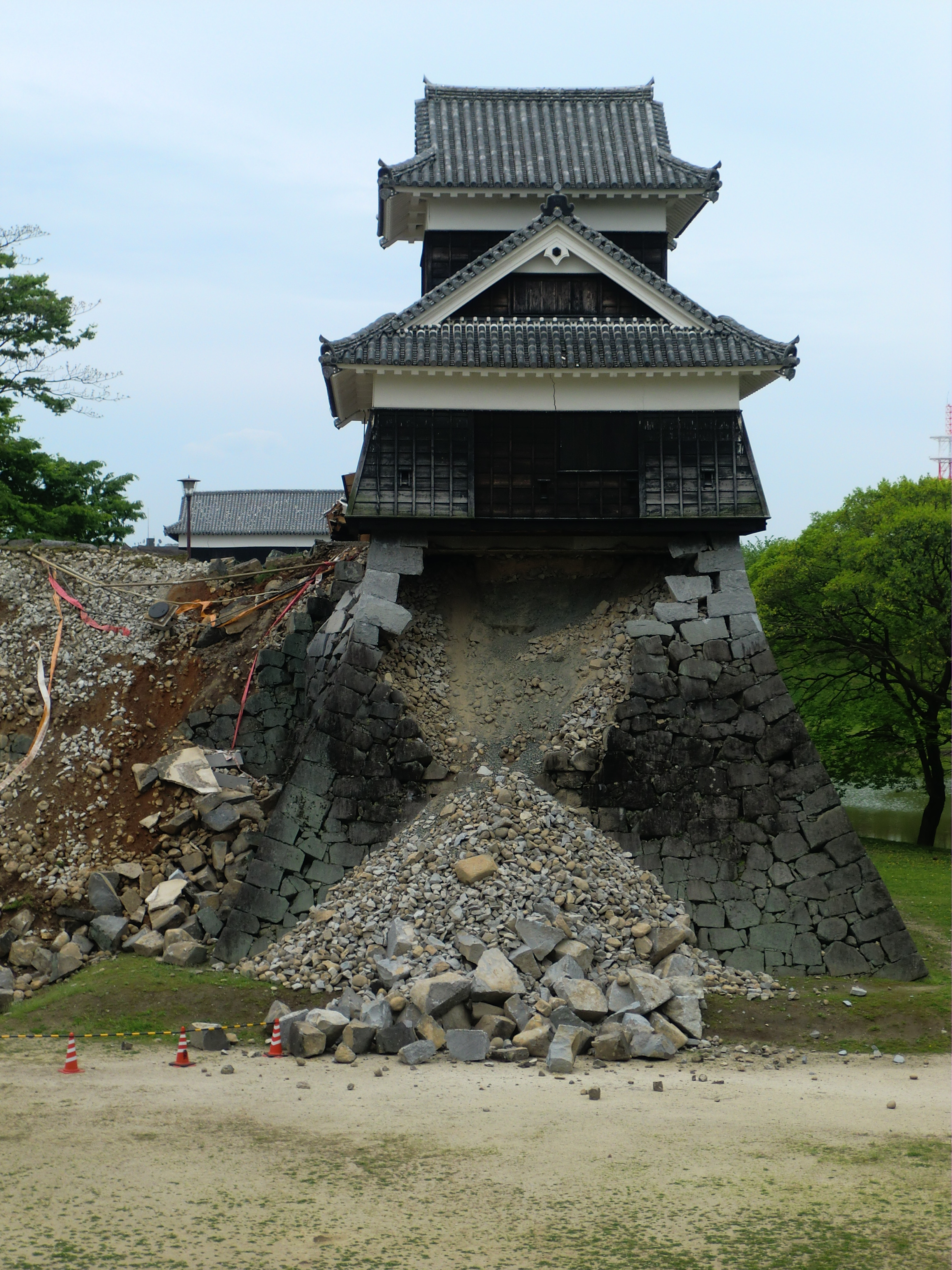
Schade na aardbeving in 2016